# من ستاره‌ها را هدف می‌گیرم
من ستاره‌ها را هدف می‌گیرم (به انگلیسی: I Aim at the Stars) فیلمی بیوگرافی محصول سال ۱۹۶۰ است که داستان زندگی ورنر فون براون را روایت می‌کند. این فیلم زندگی او را از روزهای ابتدایی خود در آلمان، از طریق پنمونده، تا زمان همکاری با نیروی زمینی ایالات متحده آمریکا، ناسا و برنامه فضایی آمریکا پوشش می‌دهد. بازیگران اصلی این فیلم کورد یورگنس، ویکتوریا شا، هربرت لام، جیا اسکالا و جیمز دالی هستند.